# Alain Faugaret
Alain Faugaret, né le 24 mars 1938 à Roubaix (Nord) et mort le 9 juillet 2016 à Lille,, est un homme politique français.

## Biographie
De 1948 à 1956, il a fait ses études au lycée Gambetta (Tourcoing) de Tourcoing de la 6e à la Terminale.

## Détail des fonctions et des mandats
Mandat parlementaire
- 1978 - 1988 : Député PS de la 8e circonscription du Nord

Mandats locaux
- Conseiller municipal de Wattrelos à partir de 1965[5]
- Adjoint au Maire Jean Delvainquière en 1971[6]
- Maire de Wattrelos de juin 1971 à mai 2000
- Conseiller général du canton de Roubaix-Nord de 1971 à 1982 et 1988 à 2015.